# Phelsuma klemmeri
Phelsuma klemmeri Seipp, 1991 è un piccolo sauro della famiglia Gekkonidae, endemico del Madagascar.

## Descrizione
È un geco di piccola taglia, che non supera i 9 cm di lunghezza.

## Biologia
È un geco diurno arboricolo osservabile in prevalenza sui bambù, sia all'interno della foresta umida che della foresta decidua secca; presente anche in aree di foresta parzialmente degradata e talora all'interno dei villaggi.
È una specie ovipara che depone le sue uova nelle fessure delle canne di bambù.

## Distribuzione e habitat
Questa specie ha un areale frammentato che comprende due lembi foresta decidua secca che distano tra loro circa 600 km: il primo si trova nella penisola di Ampasindava, nel Madagascar nord-occidentale (regione di Sambirano), il secondo nei pressi del lago Mandrozo, sulla costa occidentale.

## Conservazione
La IUCN Red List classifica P. klemmeri come specie in pericolo (Endangered).
La specie è inserita nell'Appendice II della Convention on International Trade of Endangered Species (CITES).